# Stelingen
Stelingen ist ein Stadtteil von Garbsen in Niedersachsen.

## Geografie
Nach Nordwesten hin grenzt Stelingen an Osterwald Oberende, im Südwesten an Berenbostel. Östlich befindet sich Engelbostel, nordöstlich der Flughafen Hannover und nördlich Heitlingen. Der 66 Meter hohe Stelinger Berg im Osten des Ortes ist der höchste Punkt Garbsens.

## Politik

### Ortsrat
Der gemeinsame Ortsrat von Berenbostel und Stelingen setzt sich aus vier Ratsfrauen und sieben Ratsherren zusammen.
Sitzverteilung
- SPD: 5 Sitze
- Gruppe CDU: 4 Sitze
- FDP: 1 Sitz
- Grüne: 1 Sitz

(Stand: Kommunalwahl 2021)

### Ortsbürgermeister
Die Ortsbürgermeisterin ist Marlies Jasiniok (SPD). Ihre Stellvertreter sind Caroline Lichtblau (SPD) und Klaus Hasselhorst (CDU).

## Kultur und Sehenswürdigkeiten
Baudenkmale
- Siehe: Liste der Baudenkmale in Stelingen